# Мацькевич Степан
Степан Мацькевич (нар.23 вересня 1893, с. Залуква, нині Галицького р-ну Івано-Франківської обл. — 16 грудня 1989, США) — відомий галичанин, старшина УГА

## Життєпис
Народився 23 вересня 1893 в с. Залукві у селянській сім‘ї. Після закінчення школи вступив на навчання до Української державної гімназії м. Станиславова. Іспит зрілості склав у 1914.
З початком Першої світової війни вступив до лав Українських січових стрільців. 27 червня 1915 в складі сотні Д. Вітовського брав участь у бою за Галич.
Після розпаду Австро-Угорської імперії наприкінці 1918 опинився у Станиславові. Тут на базі колишнього 31-го австрійського полку артилерії він у ранзі поручника разом із Ю. Шепаровичем, Маріяном Кречковським, О. Белеєм працював над створенням нових відділів галицького війська. Пізніше його було призначено командиром 2-го гарматного полку артилерії. Цей полк було сформовано у лютому 1920 року на Кьвівському фронті при Коломийській бригаді. Згодом командування довірило Мацькевичу керувати полком. З того часу — сотник артилерії Української Галицької Армії.
Після невдалої спроби відстояти й утримати незалежність Української держави сотник УГА опиняється в еміграції. Там вступає на факультет всесвітньої торгівлі Віденського університету, який закінчує 1925 року.
Незважаючи на переслідування польської влади, С. Мацькевич усе ж повертається на Батьківщину. Перед ним тепер відкривається нове поле праці — кооперація. Хоча, безумовно, він не полишає громадської і політичної діяльності.
За перших совітів С. Мацькевич виїхав за кордон, а то його б заарештували й засудили. Він повернувся в Галичину разом із німцями. У 1941–1944 рр. був головою управи Галицького повіту. Під час роботи на цій посаді він таємно від німецької влади фінансував вишкіл старшин УПА.
Наприкінці війни Степанові Мацькевичу знову вдалося емігрувати на захід. Якийсь час він перебував у Європі, а пізніше виїхав на Американський континент. Жив у США. На жаль, про роки його перебування за кордоном майже не збереглося ніяких відомостей.
1958 року написав на пропозицію укладачів книги «Українська Галицька Армія» детальну розповідь про артилерію війська.
Автор спогадів, опублікованих у виданні “Коломия й Коломийщина”.
Помер і похований у м. Саут-Баунд-Брук (шт. Нью-Джерсі, США).